# 舒沙堡
舒沙堡位于阿塞拜疆舒沙区舒沙，有四个入口，1751年由帕纳阿里汗下令建造。舒沙城最初便以创立者的名字命名为帕纳哈巴德。占贾门是它的主城门，在北面面对着通往占贾的道路，故名。西门面对着包括原埃里温汗国在内的西部地区，名为埃里温门。其他两个门向周围的高低村落开放。城堡就位于占贾门附近的一座小山峰顶上。占贾门在阿塞拜疆建筑史上颇有地位，被列为550个18世纪舒沙国家历史建筑遗产之一。